# Craibia grandiflora
Craibia grandiflora là một loài thực vật có hoa trong họ Đậu. Loài này được (Micheli) Baker f. miêu tả khoa học đầu tiên.